# Daulia subaurealis
Daulia subaurealis là một loài bướm đêm trong họ Crambidae.